# Aspalathus corrudifolia
Aspalathus corrudifolia är en ärtväxtart som beskrevs av Peter Jonas Bergius. Aspalathus corrudifolia ingår i släktet Aspalathus och familjen ärtväxter. Inga underarter finns listade i Catalogue of Life.